# Fra Dolcino
Dolcino da Novara, o fra Dolcino  come venne chiamato soprattutto dalla storiografia ottocentesca (Prato Sesia, 1250 circa – Vercelli, 1º giugno 1307), è stato un predicatore millenarista italiano, capo e fondatore del movimento dei dolciniani.
Accusato di eresia dall'Inquisizione, fu catturato e giustiziato sul rogo nel 1307.

## Biografia
Le notizie storicamente accertate sulla figura e l'opera di Dolcino sono poche e incerte: le fonti principali (Bernardo Gui e il cosiddetto Anonimo sincrono) sono entrambe di parte avversa ai dolciniani.
Secondo alcune di esse il suo vero nome era Davide Tornielli. Il suo effettivo luogo di nascita è sconosciuto, anche se viene convenzionalmente indicato in Prato Sesia; così come la data di nascita. Si suppone tuttavia che sia nato nell'alto Novarese (è stato affermato, infatti, che il cognome Tornielli sia originario di Romagnano Sesia,  una torre nel territorio di Trontano, in Ossola - oggi di proprietà privata e adibita a struttura ricettiva - porta quel nome). Il domenicano Bernardo Gui afferma che Dolcino fosse figlio illegittimo di un prete, forse il parroco di Prato Sesia.
Nel 1291 Dolcino entrò a far parte del movimento degli Apostoli (il termine Apostolici, spesso in uso, non è invece attestato nelle fonti coeve e nei processi inquisitoriali) guidato da Gherardo Segarelli. È dubbio in tal senso come la definizione di "frate", con cui spesso anche Dolcino viene definito, debba essere intesa, perché non si è affatto sicuri che egli abbia mai pronunciato voti religiosi: si limitò forse ad autodefinirsi "fratello" nell'ambito del movimento ereticale. Gli Apostoli, in sospetto di eresia e già condannati da papa Onorio IV nel 1286, furono repressi dalla Chiesa cattolica e Segarelli fu arso sul rogo il 18 luglio 1300.
La predicazione di Dolcino si svolse anzitutto nella zona del lago di Garda, con un soggiorno accertato presso Arco di Trento. Nel 1303, predicando nei dintorni di Trento, Dolcino conobbe la giovane Margherita Boninsegna nativa di Cimego, donna  che i cronisti posteriori definirono bellissima. Margherita divenne la sua compagna e lo affiancò nella predicazione.
Dolcino si rivelò dotato di grande fascino e comunicativa e, sotto la sua guida, il numero degli Apostoli riprese a crescere. Si attirò le ire della Chiesa per i contenuti della predicazione, apertamente ostile a Roma e a papa Bonifacio VIII, di cui profetizzava la prossima scomparsa.
Durante gli spostamenti effettuati in Italia settentrionale per diffondere le proprie convinzioni e accrescere il numero dei seguaci, Dolcino e i suoi furono ospitati tra il Vercellese e la Valsesia. Qui, a causa delle severe condizioni di vita dei valligiani, le promesse di riscatto dei dolciniani furono accolte positivamente. Per questo, dopo un breve ritorno nel Bresciano, nelle valli delle Giudicarie ove conobbe la moglie Margherita e a Bagolino,  approfittando del sostegno armato offerto da Matteo Visconti, nel 1304 Dolcino decise di occupare militarmente la Valsesia e di farne una sorta di territorio franco dove realizzare concretamente il tipo di comunità teorizzato nella propria predicazione. Dolcino si stanziò per un lungo periodo nella località denominata Parete Calva situata presso Rassa.
Di qui, il 10 marzo 1306, tutti i seguaci, denominati anche gazzari (ovvero catari), abbandonati da Visconti, si concentrarono sul Monte Rubello sopra Trivero (poco distante dal Bocchetto di Sessera, nel Biellese), nell'attesa che le profezie millenaristiche proclamate da Dolcino si realizzassero.
Contro di loro fu bandita una vera e propria crociata, proclamata da Raniero degli Avogadro vescovo di Vercelli e che coinvolse anche milizie del Novarese. 
(fra Dolcino)
Il movimento degli "Apostoli" (che si autodefinivano anche boni homines), fondato da Segarelli verso il 1260, rientra nel novero dei gruppi pauperistici e millenaristici che fiorirono numerosi in quel periodo.
Gli aderenti conducevano una vita segnata da frequenti digiuni e preghiere, lavorando o chiedendo l'elemosina, senza imposizione di celibato: la cerimonia di accoglienza dei nuovi seguaci nel gruppo prevedeva che pubblicamente si mostrassero nudi, per rappresentare la propria nullità davanti a Dio (come avrebbe fatto san Francesco). Essi predicavano l'obbedienza alle Scritture, affermavano il dovere di disobbedire anche al Papa quando questo si fosse allontanato dai precetti evangelici, il diritto dei laici a predicare, l'imminenza del castigo celeste provocato dalla corruzione dei costumi ecclesiastici, e la necessità di vivere in assoluta povertà. Quest'ultimo punto scatenò l'ira della Chiesa di Roma: i dolciniani stessi, d'altronde, furono accusati di depredazioni e rapine decisamente maggiori di quelle che sarebbero state strettamente necessarie a garantire la loro sopravvivenza.
Dolcino espose la sua dottrina in una serie di lettere (tutte ricostruite sulla base di documenti di parte avversa) indirizzate agli Apostoli: ispirandosi a Gioacchino da Fiore, egli riteneva che la storia della Chiesa si dividesse in quattro epoche, e che fosse imminente l'avvento dell'ultima, un tempo finale in cui si sarebbe ristabilito finalmente l'ordine e la pace dopo le degenerazioni della Chiesa. Dolcino annunciò l'approssimarsi della fine dei tempi e una nuova effusione dello Spirito sugli apostoli. Alcuni teologi della Riforma protestante videro in Dolcino un loro antesignano e nella diffusione della Parola di Dio legata alla liberazione del nord Europa dal giogo papale l'adempimento della sua profezia.

### LaCrociatacontro i dolciniani
La Crociata contro Dolcino fu bandita, come detto, dal vescovo di Vercelli Raniero (o Rainero) degli Avogadro, con il beneplacito di papa Clemente V nel 1306. A lungo si è ritenuto che i valligiani tra il Biellese e la Valsesia l'avessero addirittura anticipata aderendo allo Statutum Ligae contra Haereticos (cosiddetto Statuto di Scopello), redatto già il 24 agosto 1305. Studi più recenti, tuttavia, hanno dimostrato che il documento è un falso, confezionato alla fine del XVIII secolo in ambienti clericali per dimostrare l'esistenza di un movimento popolare antidolciniano sin dalle origini della sua predicazione nel Biellese. Nello Statuto si pretendeva che numerosi rappresentanti delle genti delle tre principali valli valsesiane, riuniti nella chiesa di San Bartolomeo a Scopa, avessero giurato sui Vangeli di scendere in armi contro i dolciniani fino al loro totale sterminio. Chiunque indossi la veste con croce e si appresti a partire verso le valli del Novarese e Vercellese per combattere l'eresia dolciniana - questo il senso della disposizione delle autorità ecclesiastiche - avrà rimessa la totalità dei peccati. Come detto, tuttavia, lo Statutum è un falso.
Il movimento guidato da Dolcino contava, al massimo della sua espansione, tra i 5000 e i 10000 aderenti, benché simili numeri possano anche essere considerati l'esagerazione di alcuni autori: per fare un confronto, infatti, la città di Novara contava al tempo circa 5 000 abitanti e l'alta Valsesia meno di 500. Nell'organizzazione della loro difesa i dolciniani (detti anche gazzari) costruirono fortificazioni le cui vestigia sul Monte Rubello sarebbero state ancora rinvenute da scavi archeologici recenti. Scorribande improvvise e sortite notturne nelle campagne della Valsesia e del Biellese permisero un misero sostentamento ai fuggiaschi, verso i quali crebbe però l'ostilità dei valligiani depredati. Un rigido inverno contribuì a ridurre ulteriormente le forze e le riserve alimentari. I vescovili dal canto loro potenziarono il proprio esercito assoldando, tra gli altri, anche un contingente di balestrieri genovesi.
Le alture circostanti, tra le quali il Monte Rovella, vennero fortificate con lo scopo di isolare Dolcino e i suoi seguaci. Nella settimana Santa (23 marzo) del 1307, le truppe di Raniero riuscirono a penetrare nel fortilizio fatto costruire da Dolcino, dove ancora resistevano disperatamente gli ultimi superstiti del gruppo ormai falcidiato. Secondo le fonti di epoca successiva, lo spettacolo che si presentò agli assalitori fu drammatico: gli assediati, per sopravvivere, si erano cibati dei resti dei compagni morti. Tutti i dolciniani, comunque, vennero immediatamente passati per le armi eccetto Dolcino, il luogotenente Longino da Bergamo e Margherita.

### Il processo e l'esecuzione
Dolcino fu processato a Vercelli e condannato a morte. L'Anonimo Fiorentino (uno dei primi commentatori della Divina Commedia) riferisce che egli rifiutò di pentirsi e anzi proclamò che, se lo avessero ucciso, sarebbe resuscitato il terzo giorno.
Margherita e Longino furono arsi vivi sulle rive del torrente Cervo, il corso d'acqua che scorre vicino a Biella, su un isolotto raggiunto dal "Ponte della Maddalena". Un cronista annota che Dolcino, costretto ad assistere al supplizio dell'amata, "darà continuo conforto alla sua donna in modo dolcissimo e tenero". L'Anonimo Fiorentino, all'opposto, afferma che Margherita fu giustiziata dopo di lui.
Per Dolcino si volle procedere a un'esecuzione pubblica esemplare: secondo Benvenuto da Imola (un altro antico commentatore dantesco), egli fu condotto su un carro attraverso la città di Vercelli, venne torturato a più riprese con tenaglie arroventate e gli furono strappati il naso e il pene. Secondo quanto riferito nel XIII secolo dalla Storia di Fra Dolcino eresiarca, l'uomo sopportò tutti i tormenti con resistenza non comune, senza gridare né lamentarsi, salvo quando gli strapparono il pene, allorché Dolcino emise un lungo sospiro. Infine fu issato sul rogo e arso vivo di fronte alla Basilica di Sant'Andrea.

## Dolcino nella Divina Commedia
Dante ricorda Dolcino nella Divina Commedia con questi versi:
(Inferno XXVIII, 55-60)
Dante destina Dolcino alla bolgia dei seminatori di discordie e degli scismatici; poiché però l'azione della Commedia è ambientata nel 1300, quando egli era ancora vivo, Dante non lo incontra durante la sua visita all'Inferno, ma è Maometto, che si trova in quella stessa bolgia, a preannunciargli il suo arrivo. Si tratta di una delle numerose "profezie" che Dante inserì nel poema per poter citare personaggi ancora viventi nel 1300 o eventi posteriori a tale data, ma già avvenuti, ovviamente, nel momento in cui egli scriveva.

## Il "mito" di Dolcino

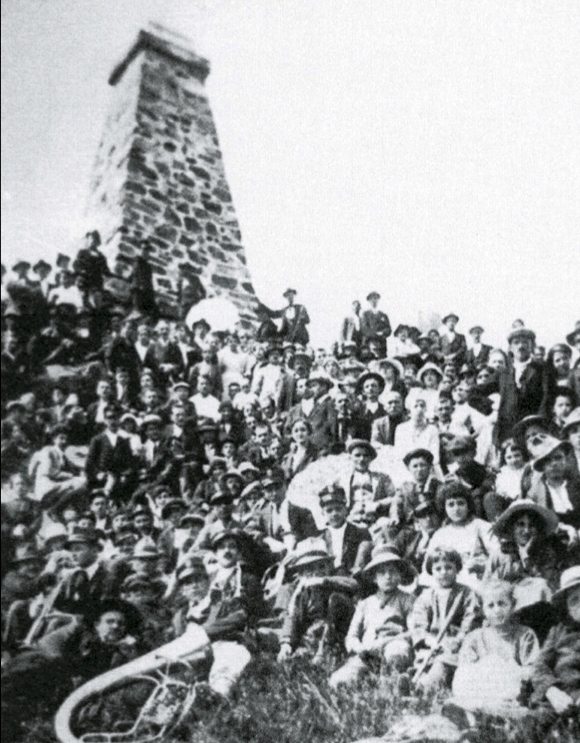
Il vecchio cippo commemorativo oggi distrutto

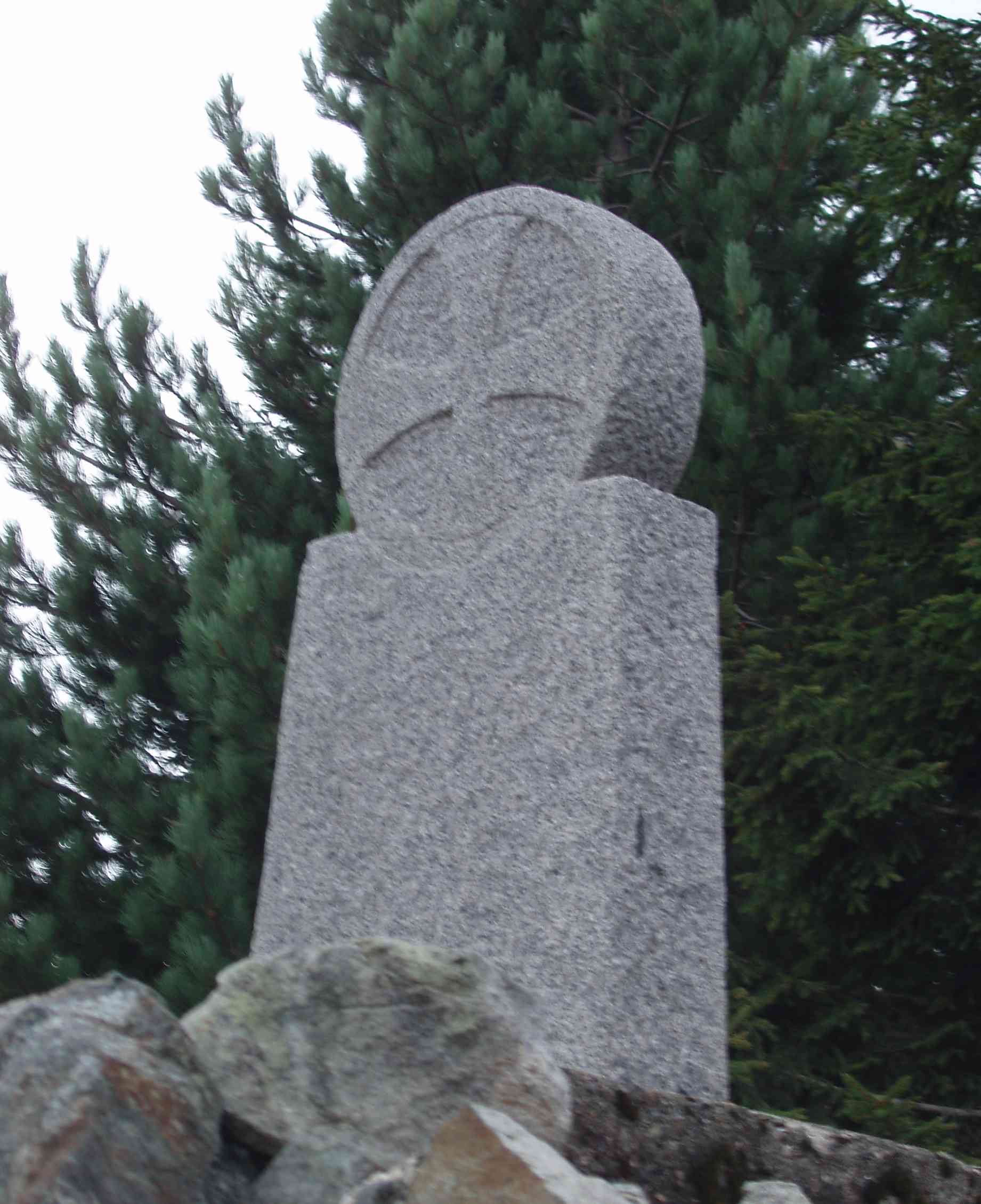
L'attuale cippo sul Monte Rubello

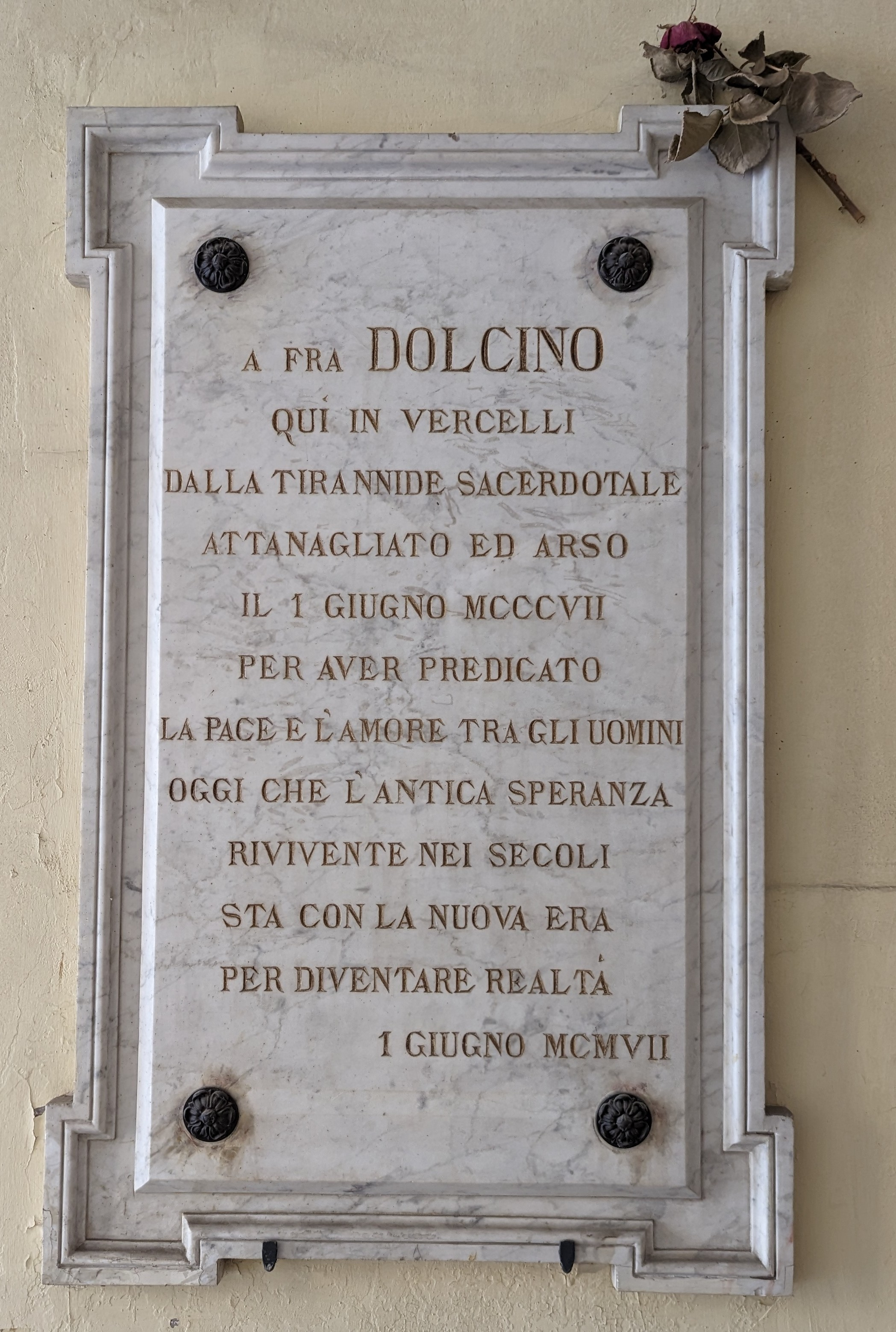
Targa in ricordo di Fra Dolcino a Vercelli

Nel 1907, per il seicentesimo anniversario della morte di Dolcino, alla presenza di una folla di diecimila persone riunitesi sui luoghi dell'ultima battaglia, un obelisco alto dodici metri fu eretto in memoria dei dolciniani. Promotore dell'iniziativa era stato Emanuele Sella, letterato ed economista che vantava trascorsi in seno al socialismo: fu soprattutto lui a suggerire un accostamento tra le istanze dolciniane e quelle socialiste, ma già l'anno successivo, nel 1908, le celebrazioni andarono pressoché deserte.
Nel 1927 l'obelisco fu abbattuto da un gruppo di fascisti. La volontà di riedificare il monumento acquistò grande valore simbolico dopo la caduta del regime fascista e nel 1974 un monumento più piccolo fu edificato, dagli studiosi biellesi Tavo Burat e Roberto Gremmo, nello stesso punto del monte Rubello. Alla cerimonia di inaugurazione, guidata da Dario Fo e Franca Rame, erano presenti migliaia di persone. Da allora ogni anno, nella seconda domenica di settembre, viene organizzato un convegno dolciniano e una cerimonia commemorativa nei pressi del cippo.
Gli stessi Dario Fo e Franca Rame nel 1977 fecero tornare in auge, con la commedia teatrale Mistero Buffo, nella giullarata di Bonifacio VIII, la leggenda di Dolcino e del suo maestro, visti come precursori del socialismo.
Nel 1980 Umberto Eco inserì nella trama del celebre romanzo Il nome della rosa due personaggi (il cellario Remigio da Varagine e il suo aiutante Salvatore) che vengono giudicati (e infine condannati al rogo) per il loro passato di seguaci dolciniani.
Una targa in ricordo, datata 1907, è presente nell'androne del ex-convento di S.Graziano a Vercelli, ora sede dell'Assessorato alla Gioventù della città.
Il settecentesimo anniversario della morte di Dolcino ha posto in essere, tra la fine del 2005 e l'inizio del 2007, varie manifestazioni in suo ricordo, sia di tipo storico-culturale che legate ai territori dove si era svolta la vicenda dolciniana.
La storia di Dolcino e Margherita Boninsegna è riportata anche nelle Vite Immaginarie di Marcel Schwob e in uno degli episodi di Cantalamappa, di Wu Ming.
Il rapporto tra Dolcino e Margherita è infine libera ispirazione per quello tra gli omonimi personaggi di Prendiluna, libro del 2017 di Stefano Benni.
Nel marzo 2025 Dolcino è riapparso come protagonista maschile del romanzo Margherita dei ribelli, scritto da Fabrizio Bozzetti ed edito da DeriveApprodi, incentrato sulla figura della sua compagna e "soror dilectissima" Margherita Boninsegna.
Lo stesso autore ha dedicato alla Boninsegna il saggio Margherita da Trento, sorella, eretica, rivoluzionaria: un ritratto contro l'oscurantismo, pubblicato nel giugno 2025 su Machina Rivista, nel quale anche la figura di Dolcino viene citata.